# Siremeng
Siremeng is een bestuurslaag in het regentschap Pemalang van de provincie Midden-Java, Indonesië. Siremeng telt 5278 inwoners (volkstelling 2010).